# Wydział transeuropejski Kościoła Adwentystów Dnia Siódmego
Wydział transeuropejski (kod wydziału: TED) – jest jednym z 13 wydziałów ogólnoświatowego Kościoła Adwentystów Dnia Siódmego. Zrzesza adwentystów zamieszkałych w Albanii, Bośni i Hercegowinie, Chorwacji, na Cyprze, w Czarnogórze, Danii, Estonii, Finlandii, Grecji, Grenlandii, Holandii, Irlandii, Islandii, Litwie, Łotwie, Macedonii Północnej, Norwegii, Polsce, Serbii, Słowenii, Szwecji, na Węgrzech, w Wielkiej Brytanii, na Wyspie Man oraz Wyspach Owczych.
Siedziba wydziału znajduje się w brytyjskim mieście St Albans.
Wydział transeuropejski zorganizowano w 1928 roku, w latach 1951, 1980, 1986, 1994, 1995, 1999 oraz 2012 wydział zreorganizowano.

## Struktura i dane statystyczne
Administracyjnie podzielony jest na 7 unii diecezji, 4 unie kościelne oraz 1 diecezję krajową, 1 pole misyjne i 1 sekcję kościelną. W roku 2017 ogólna liczba członków Kościoła należących do wydziału transeuropejskiego wynosiła 87 725 zrzeszonych w ramach 1 190 zborów.

### Unia adriatycka (2017)
- rok organizacji: 1999
- strona internetowa

| Lp. | Jednostka organizacyjna | Rok organizacji | Liczba członków | Liczba zborów |
| 1.  | Misja albańska          | 2013            | 456             | 5             |
| 2.  | Diecezja chorwacka      | 1999            | 2 669           | 78            |
| 3.  | Diecezja słoweńska      | 1999            | 562             | 15            |
|     | Łącznie                 |                 | 3 687           | 98            |

### Unia bałtycka (2017)
- rok organizacji: 1994
- strona internetowa. adventisti.lv. [zarchiwizowane z tego adresu (2012-10-19)].

| Lp. | Jednostka organizacyjna | Rok organizacji | Liczba członków | Liczba zborów |
| 1.  | Diecezja estońska       | 1929            | 1 449           | 19            |
| 2.  | Diecezja łotewska       | 1936            | 3 875           | 52            |
| 3.  | Diecezja litewska       | 2014            | 740             | 18            |
|     | Łącznie                 |                 | 6 064           | 89            |

### Unia brytyjska (2017)
- rok organizacji: 1986
- strona internetowa

| Lp. | Jednostka organizacyjna      | Rok organizacji | Liczba członków | Liczba zborów |
| 1.  | Misja irlandzka              | 1909            | 870             | 12            |
| 2.  | Diecezja północnoangielska   | 1902            | 10 843          | 99            |
| 3.  | Misja szkocka                | 1910            | 664             | 9             |
| 4.  | Diecezja południowoangielska | 1902            | 24 897          | 158           |
| 5.  | Misja walijska               | 1929            | 643             | 12            |
|     | Łącznie                      |                 | 37 917          | 290           |

### Unia duńska (2017)
- rok organizacji: 2008
- strona internetowa

| Lp. | Jednostka organizacyjna | Rok organizacji | Liczba członków | Liczba zborów |
| 1.  | Unia duńska             | 2008            | 2 466           | 39            |

### Unia finlandzka (2017)
- rok organizacji: 2014
- strona internetowa

| Lp. | Jednostka organizacyjna   | Rok organizacji | Liczba członków | Liczba zborów |
| 1.  | Finlandzka Unia Kościołów | 2014            | 4 728           | 62            |

### Unia holenderska (2017)
- rok organizacji: 2017
- strona internetowa

| Lp. | Jednostka organizacyjna    | Rok organizacji | Liczba członków | Liczba zborów |
| 1.  | Holenderska Unia Kościołów | 2017            | 5 791           | 58            |

### Unia norweska (2017)
- rok organizacji: 1992
- strona internetowa

| Lp. | Jednostka organizacyjna    | Rok organizacji | Liczba członków | Liczba zborów |
| 1.  | Diecezja wschodnionorweska | 1993            | 2 896           | 35            |
| 2.  | Diecezja północnonorweska  | 1992            | 483             | 14            |
| 3.  | Diecezja zachodnionorweska | 1992            | 1 156           | 13            |
|     | Łącznie                    |                 | 4 535           | 62            |

### Unia polska (2017)
- rok organizacji: 1986 (w latach 1888–1921 zbory polskie podlegały pod unię niemiecką)
- strona internetowa

| Lp. | Jednostka organizacyjna | Rok organizacji | Liczba członków | Liczba zborów |
| 1.  | Diecezja wschodnia      | 1929            | 1 912           | 33            |
| 2.  | Diecezja południowa     | 1930            | 2 152           | 50            |
| 3.  | Diecezja zachodnia      | 1934            | 1 732           | 33            |
|     | Łącznie                 |                 | 5 796           | 116           |

### Unia południowowschodnioeuropejska (2017)
- rok organizacji: 1992
- strona internetowa

| Lp. | Jednostka organizacyjna | Rok organizacji | Liczba członków | Liczba zborów |
| 1.  | Misja macedońska        | 1996            | 519             | 15            |
| 2.  | Diecezja północna       | 1992            | 3 401           | 88            |
| 3.  | Diecezja południowa     | 1992            | 2 836           | 84            |
| 4.  | Diecezja bośniacka      | 2016            | 599             | 23            |
|     | Łącznie                 |                 | 7 355           | 210           |

### Unia szwedzka (2017)
- rok organizacji: 2010
- strona internetowa

| Lp. | Jednostka organizacyjna | Rok organizacji | Liczba członków | Liczba zborów |
| 1.  | Szwedzka Unia Kościołów | 2010            | 2 871           | 32            |

### Unia węgierska (2017)
- rok organizacji: 1986
- strona internetowa

| Lp. | Jednostka organizacyjna | Rok organizacji | Liczba członków | Liczba zborów |
| 1.  | Diecezja Dunaju         | 1987            | 3 036           | 56            |
| 2.  | Diecezja Cisy           | 1987            | 2 222           | 59            |
|     | Łącznie                 |                 | 5 198           | 113           |

### Pozostałe pola (2017)
| Lp. | Jednostka organizacyjna | Rok organizacji | Liczba członków | Liczba zborów |
| 1.  | Misja grecka            | 2004            | 460             | 10            |
| 2.  | Diecezja islandzka      | 2004            | 470             | 6             |
| 3.  | Sekcja cypryjska        | 2012            | 94              | 2             |
|     | Łącznie                 |                 | 1 899           | 33            |